# Гелиокл I
Гелиокл (Гелиокл Дикей; др.-греч. Ηλιοκλής) — последний греко-бактрийский царь. Годы его правления — со 145 по 130 годы до н. э.
Сын и преемник Евкратида. Пришёл к власти, составив заговор против своего отца и лично умертвив его.
В конце его правления Бактрия была завоевана вторгшимися из-за Аму-Дарьи юэчжами, а остатки его армии перешли Гиндукуш и обосновались в Арахозии, отняв часть территорий у Индо-греческого царства.